# عراد (نبات)
العراد أو كَنَهْبَل جبال البحر الأحمر (الاسم العلمي: Vachellia etbaica) هو نوع من النباتات يتبع جنس الكنهبل ضمن فُصيِّلة السنط، وهو جنبة أو شجرة مُسنة مقاومة للجفاف، يصل طولها بين 2.5 إلى 12 متر، يتميز جذعها السميك بتاج مُسطح أو مدور في الأشجار المُعمرة، ولحاؤها أملس أو متشقق ذو لون بُني باهت، أو بني أسود، أو أحمر رمادي، أو رمادي غامق. وتستوطن هذه الشجرة في إفريقيا وجنوب غرب المملكة العربية السعودية، وتنمو في سفوح الجبال المحاذية للساحل، والأودية ذات التربة الحصوية الرملية، وبالقرب من الحقول الزراعية شبه الصحراوية. تزهر من مارس إلى أبريل، وثمارها ملساء ذات لون بنفسجي مُحمر لامعة وطويلة، وأوراقها ملساء. وتُستخدم الشجرة كمصدر للخشب وأخشاب الوقود.